# Olympische Jugend-Winterspiele 2016/Teilnehmer (Neuseeland)
| Gelbes Symbol für Goldmedaillen mit stilisierten Olympischen Ringen | Graues Symbol für Silbermedaillen mit stilisierten Olympischen Ringen | Braundes Symbol für Bronzemedaillen mit stilisierten Olympischen Ringen |
| ------------------------------------------------------------------- | --------------------------------------------------------------------- | ----------------------------------------------------------------------- |
| —                                                                   | 1                                                                     | 1                                                                       |

Neuseeland nahm an den Olympischen Jugend-Winterspielen 2016 im norwegischen Lillehammer mit elf Athleten in fünf Sportarten teil.

## Medaillen
Mit je einer gewonnenen Silber- und Bronzemedaille belegte das Team Neuseelands – gemeinsam mit Ungarn – Platz 22 im Medaillenspiegel.

## Sportarten

### Curling
| Athleten                                                | Wettbewerb | Gruppenrunde | Gruppenrunde | Viertelfinale      | Viertelfinale      | Halbfinale         | Halbfinale         | Finale             | Finale             | Finale             |
| Athleten                                                | Wettbewerb | Siege        | Niederlagen  | Gegner             | Ergebnis           | Gegner             | Ergebnis           | Gegner             | Ergebnis           | Rang               |
| ------------------------------------------------------- | ---------- | ------------ | ------------ | ------------------ | ------------------ | ------------------ | ------------------ | ------------------ | ------------------ | ------------------ |
| Gemischt                                                |            |              |              |                    |                    |                    |                    |                    |                    |                    |
| Matthew Neilson Ben Smith Courtney Smith Holly Thompson | Team       | 1            | 6            | nicht qualifiziert | nicht qualifiziert | nicht qualifiziert | nicht qualifiziert | nicht qualifiziert | nicht qualifiziert | nicht qualifiziert |

### Eishockey
| Athleten     | Wettbewerb       | Qualifikation | Qualifikation | Finale             | Finale             |
| Athleten     | Wettbewerb       | Punkte        | Rang          | Punkte             | Rang               |
| ------------ | ---------------- | ------------- | ------------- | ------------------ | ------------------ |
| Jungen       |                  |               |               |                    |                    |
| Ollie Curtis | Skills-Challenge | 8             | 14            | nicht qualifiziert | nicht qualifiziert |

### Freestyle-Skiing
| Athleten    | Wettbewerb | Finale       | Finale       | Finale       | Finale           | Finale |
| Athleten    | Wettbewerb | Durchgang 1  | Durchgang 2  | Durchgang 3  | Bester Durchgang | Rang   |
| ----------- | ---------- | ------------ | ------------ | ------------ | ---------------- | ------ |
| Jungen      |            |              |              |              |                  |        |
| Finn Bilous | Halfpipe   | 89,60 Punkte | 90,80 Punkte | 92,20 Punkte | 92,20 Punkte     | Silber |

#### Slopestyle
| Athleten      | Wettbewerb | Finale       | Finale       | Finale           | Finale |
| Athleten      | Wettbewerb | Durchgang 1  | Durchgang 2  | Bester Durchgang | Rang   |
| ------------- | ---------- | ------------ | ------------ | ---------------- | ------ |
| Jungen        |            |              |              |                  |        |
| Finn Bilous   | Slopestyle | 86,00 Punkte | 61,20 Punkte | 86,00 Punkte     | Bronze |
| Jackson Wells | Slopestyle | 61,40 Punkte | 79,00 Punkte | 79,00 Punkte     | 6      |

### Ski Alpin
| Jungen         |              |             |     |                    |                    |                    |                    |
| Jackson Rich   | Super-G      |             |     |                    |                    | DNF                | DNF                |
| Jackson Rich   | Riesenslalom | 1:24,54 min | 34  | nicht qualifiziert | nicht qualifiziert | nicht qualifiziert | nicht qualifiziert |
| Jackson Rich   | Slalom       | 1:00,70 min | 34  | DNF                | DNF                | DNF                | DNF                |
| Jackson Rich   | Kombination  | 1:16,76 min | 38  | 46,28 s            | 27                 | 2:03,04 min        | 25                 |
| Mädchen        |              |             |     |                    |                    |                    |                    |
| Elizabeth Reid | Super-G      |             |     |                    |                    | 1:16,87 min        | 20                 |
| Elizabeth Reid | Riesenslalom | DNF         | DNF | nicht qualifiziert | nicht qualifiziert | nicht qualifiziert | nicht qualifiziert |
| Elizabeth Reid | Slalom       | 58,07 s     | 16  | DNF                | DNF                | DNF                | DNF                |
| Elizabeth Reid | Kombination  | 1:17,25 min | 15  | 45,39 s            | 15                 | 2:02,64 min        | 11                 |

### Snowboard

#### Halfpipe
| Athleten      | Wettbewerb | Finale       | Finale       | Finale       | Finale           | Finale |
| Athleten      | Wettbewerb | Durchgang 1  | Durchgang 2  | Durchgang 3  | Bester Durchgang | Rang   |
| ------------- | ---------- | ------------ | ------------ | ------------ | ---------------- | ------ |
| Jungen        |            |              |              |              |                  |        |
| Tiarn Collins | Halfpipe   | 72,25 Punkte | 14,00 Punkte | 76,25 Punkte | 76,25 Punkte     | 5      |
| Rakai Tait    | Halfpipe   | 67,25 Punkte | 75,75 Punkte | 67,00 Punkte | 75,75 Punkte     | 6      |

#### Slopestyle
| Athleten      | Wettbewerb | Finale       | Finale       | Finale           | Finale |
| Athleten      | Wettbewerb | Durchgang 1  | Durchgang 2  | Bester Durchgang | Rang   |
| ------------- | ---------- | ------------ | ------------ | ---------------- | ------ |
| Jungen        |            |              |              |                  |        |
| Tiarn Collins | Slopestyle | 65,50 Punkte | 86,25 Punkte | 86,25 Punkte     | 4      |
| Rakai Tait    | Slopestyle | 53,00 Punkte | 11,50 Punkte | 53,00 Punkte     | 13     |